# Hochmölbing
Hochmölbing är ett berg i Österrike.   Det ligger i distriktet Liezen och förbundslandet Steiermark, i den centrala delen av landet, 180 km väster om huvudstaden Wien. Toppen på Hochmölbing är 1 810 meter över havet.
Terrängen runt Hochmölbing är huvudsakligen bergig, men åt sydväst är den kuperad. Hochmölbing ligger uppe på en höjd som går i öst-västlig riktning. Närmaste större samhälle är Liezen, 8,9 km sydost om Hochmölbing. 
I omgivningarna runt Hochmölbing växer i huvudsak blandskog. Runt Hochmölbing är det ganska glesbefolkat, med 25 invånare per kvadratkilometer.